# Siderurgia

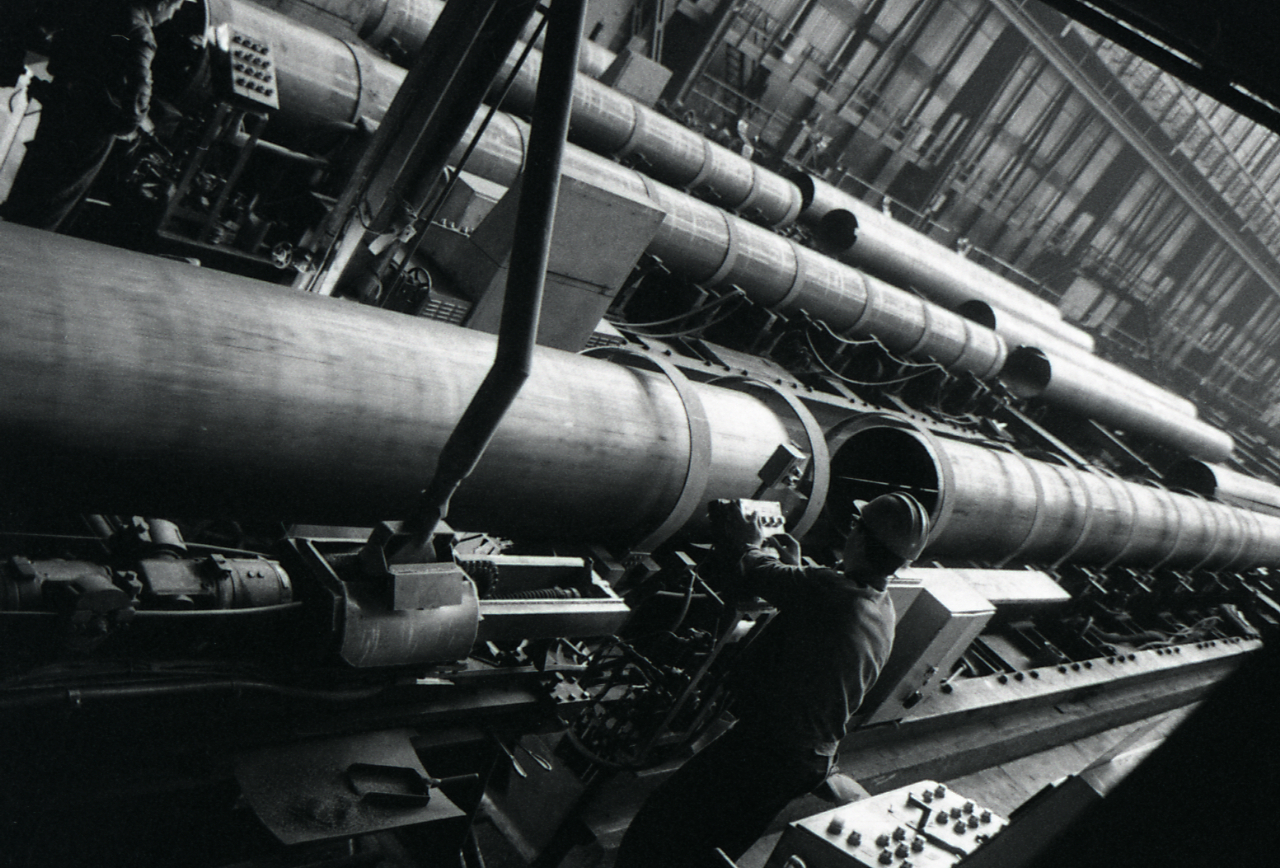
Industria siderurgica italiana nel 1964, foto di Paolo Monti.

La siderurgia è un settore della metallurgia che riguarda il trattamento di minerali ad alto contenuto di ferro allo scopo di ottenere ferro o diversi tipi di leghe che lo contengano, tra cui l'acciaio, la ghisa e gli acciai legati.
Il processo di trasformazione del minerale ferroso inizia subito dopo la sua estrazione nella miniera.
Il ferro è un elemento chimico particolarmente reattivo, per cui in natura si trova in genere sotto forma di ossidi (ematite e magnetite), idrossidi (limonite), carbonati (siderite), silicati e solfuri.
I minerali ferrosi, oltre ai composti suddetti, contengono delle impurezze di vario tipo, che sono chiamate con il nome di ganga.
Parte della ganga può essere separata prima che il minerale ferroso sia inviato al processo siderurgico vero e proprio, tramite "separazione per differenza di densità" oppure tramite "magnetizzazione".

## Produzione dell'acciaio

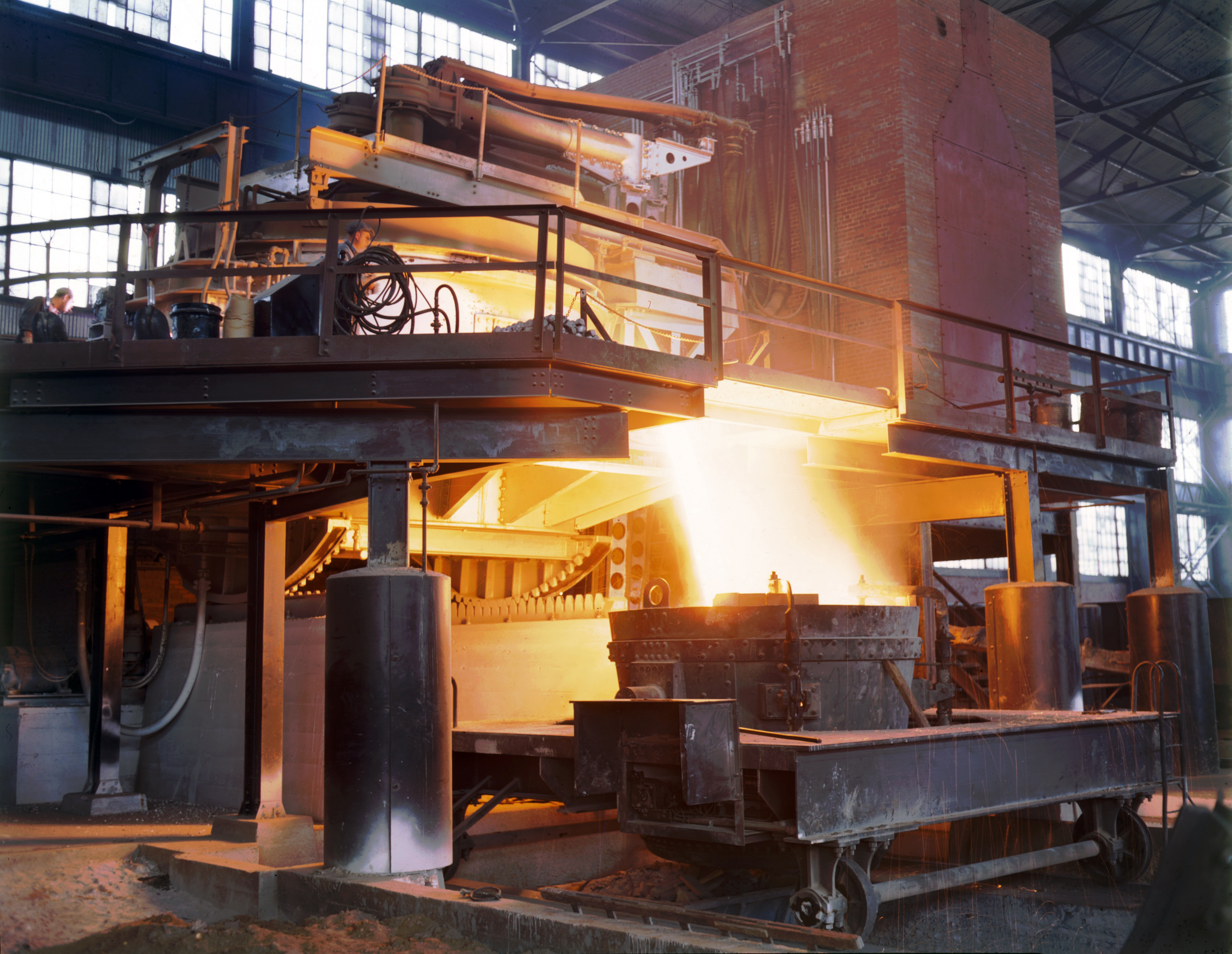
Produzione dell'acciaio.

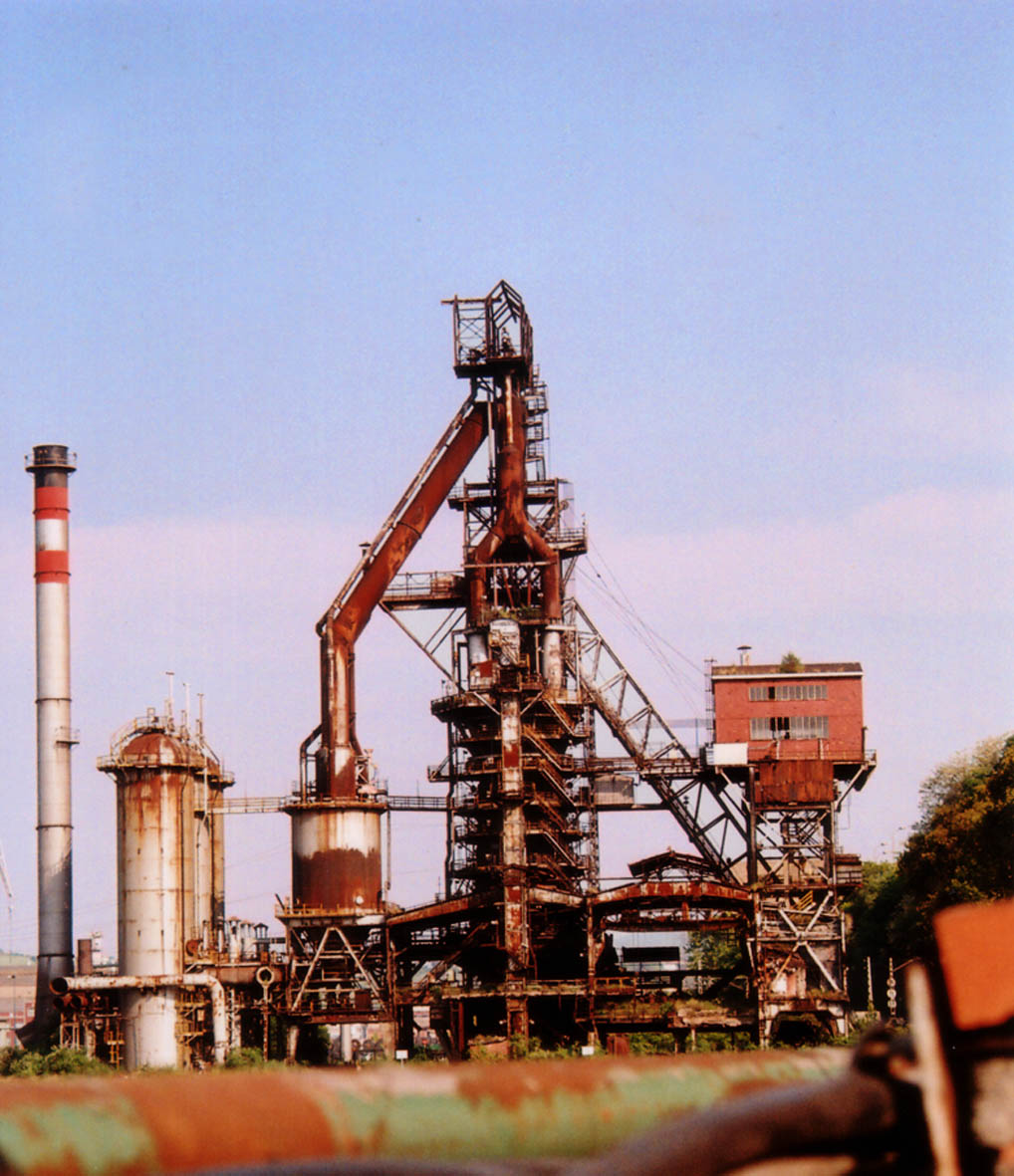
Un vecchio altoforno a Sestao, Spagna

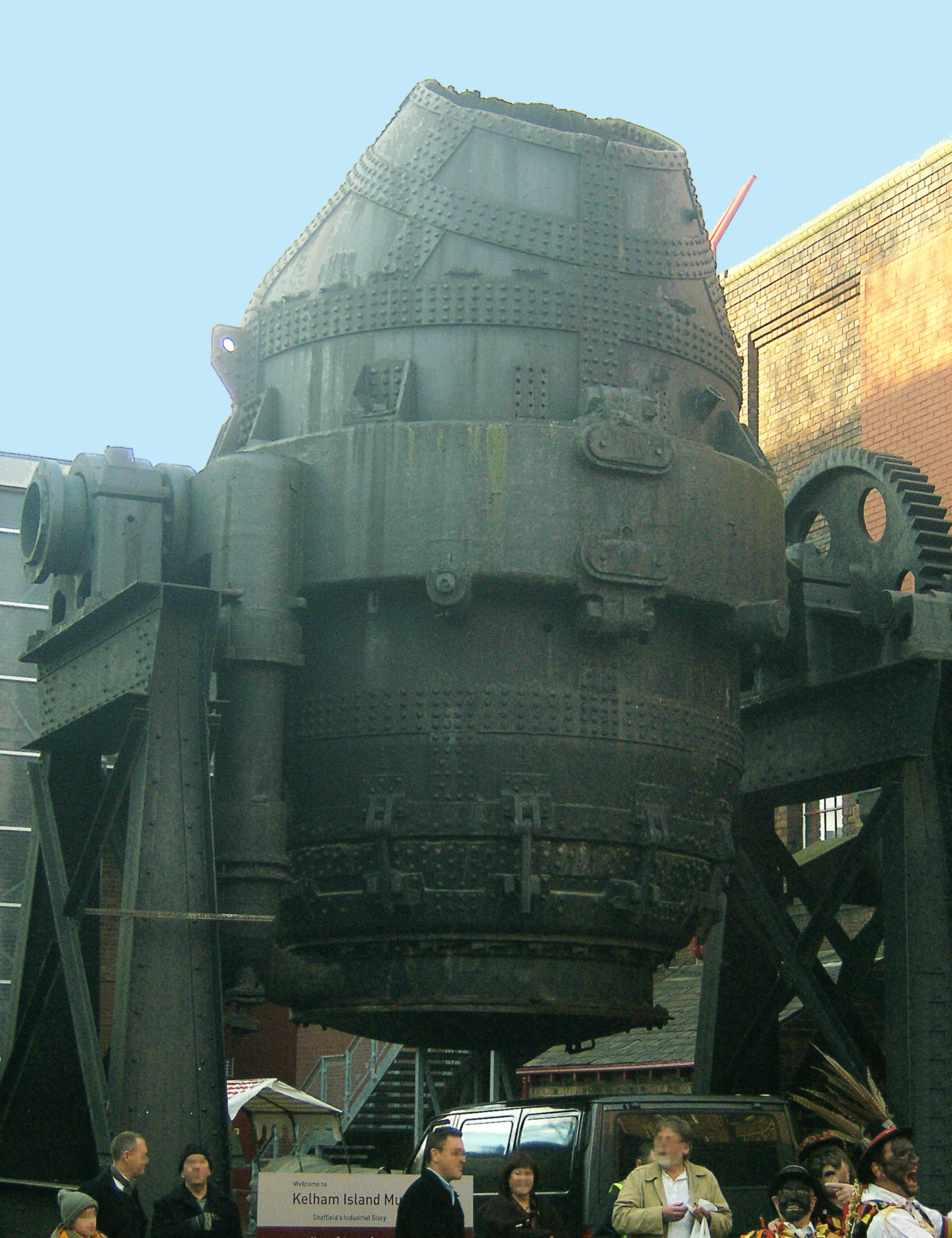
Un convertitore Bessemer.

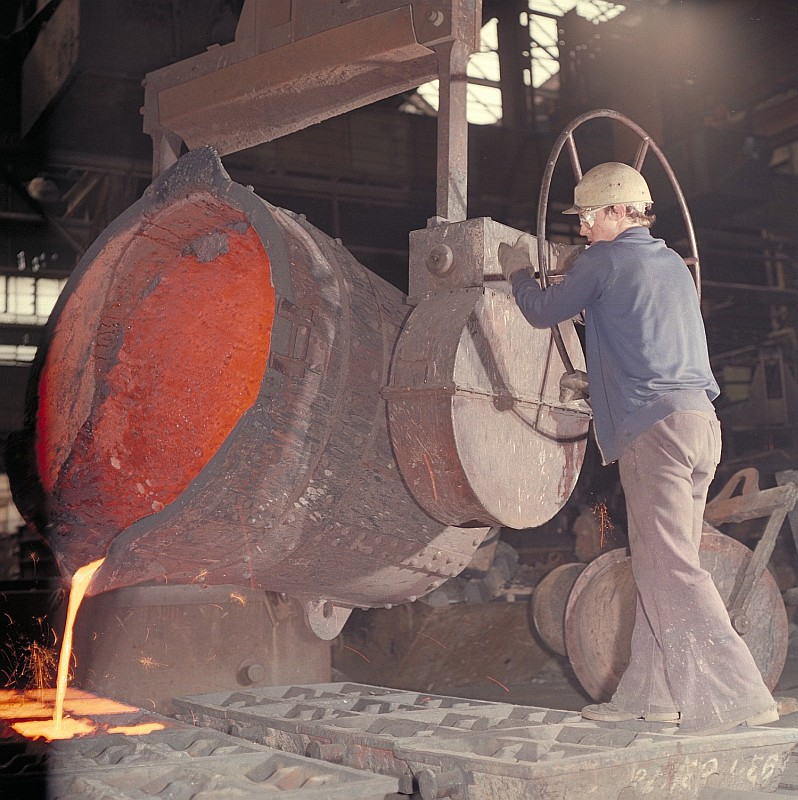
Colata in lingottiera.

L'acciaio, che è una lega di ferro e carbonio viene prodotto in due fasi col ciclo integrale o in una fase col ciclo forno ad arco elettrico. Gli impianti con altoforno creano maggiori difficoltà a livello ambientale, per fumi ed emissione di gas nocivi nonostante l'impegno profuso per costruire sistemi di captazione sofisticati.

### Ciclo integrale
Il ciclo integrale prevede le fasi:
1. pretrattamenti: frantumazione e vagliatura;
2. arricchimento: magnetico o per flottazione, fino al 65%;
3. agglomerazione: polveri troppo fini intaserebbero l'altoforno, per cui si ricorre al sinteraggio (in sferule di 10–25 mm) o alla pellettizzazione (aggiunta di umidità e fini di coke);
4. estrazione pirometallurgica: nell'altoforno, per riduzione del minerale con coke, si ottiene la ghisa di prima fusione;
5. affinazione termicale: la ghisa è trasformata in acciaio nei convertitori L.D.;
6. lavorazioni plastiche.

#### Produzione della ghisa
L'altoforno è caricato con strati di minerale, calcare e coke. La carica solida discende e avviene la riduzione prima indiretta, grazie al vento, gas riducente a base di CO, e poi diretta, grazie al C. La ganga, il calcare e il ferro si raccolgono nel crogiolo in due strati. Si giunge così alla ghisa madre di prima fusione (G.M.P.F.), che contiene C = 5%, Si < 3,5%, Mn < 2,5%, P < 1,5%, S < 0,1%. Ma ciò provoca anche molte emissioni di CO2 e la produzione di acciaio è responsabile del 7-9% delle emissioni totali di CO2.
I minerali più sfruttati sono gli ossidi (magnetite Fe3O4 ed ematite Fe2O3).
Il coke metallurgico fornisce l'energia per la riduzione degli ossidi di Fe, il C per la riduzione diretta e il CO per la indiretta.
Il calcare rende fusibile la ganga, generalmente silicea, a una T di poco superiore a quella del metallo.

#### Dalla ghisa all'acciaio
Dalla ghisa vengono allontanate le impurità di carbonio (da più del 4% a circa 1%), fosforo, silicio, manganese e zolfo per ottenere l'acciaio. Questo processo si può fare con varie tecnologie:
- processo Bessemer
- processo Thomas
- processo Martin-Siemens
- processo LD

Di questi oggi l'unico di importanza industriale è il processo LD.

#### Processi alternativi: fusione diretta
A fine XX secolo inizio XXI secolo hanno cominciato a essere sviluppate tecnologie a minor impatto ambientale: che non usassero coke e che eliminassero la fase di sinterizzazione del minerale.
Sono state sviluppate diverse tecnologie di riduzione/fusione diretta in cui il minerale viene ridotto senza fusione con gas riducenti e inviato a un forno di fusione con carbon fossile e ossigeno. Nel forno si sviluppano i gas riducenti che vengono usati per ridurre altro minerale.

### Ciclo del rottame
Il ciclo del rottame o ciclo forno elettrico prevede che:
- Il rottame di origine acciaiosa viene rifuso in forno elettrico insieme a ferro ottenuto per riduzione diretta (DRI).

L'organizzazione produttiva prevede che il forno raggiunga rapidamente la fusione del rottame, l'acciaio grezzo venga scaricato svuotando il forno, la finitura del processo per arrivare alle analisi volute siano realizzate in un secondo impianto denominato "ladle furnace" o "siviera forno", ossia una sorta di contenitore di acciaio rivestito di apposito refrattario, dentro al quale si raggiungono le necessarie temperature sempre con l'uso di energia elettrica (trasformatore ed elettrodi) e l'aggiunta delle ferroleghe previste.
Il forno elettrico nella fusione usa l'energia elettrica scaricata al suo interno tramite elettrodi di grandi dimensioni in carbonio (diametro di 600–900 mm) e l'energia chimica grazie all'insufflazione di ossigeno, metano, calce in polvere e carbone impalpabile.
Questi composti sono in grado di aumentare la temperatura interna al forno in breve tempo, aumentando la flessibilità del sistema.
Un ruolo molto importante è dato dal rivestimento refrattario interno a base di magnesite-carbonio a diverse analisi a seconda delle zone, quindi delle diverse sollecitazioni. Il tema del refrattario è complesso ed ha avuto uno sviluppo significativo, in particolare a partire dalla fine degli anni settanta quando sono stati testati in forno elettrico i mattoni refrattari a base di magnesite e grafite miscelati insieme con un processo produttivo innovativo.
Tutti gli acciai speciali e parte di quelli di massa nascono dal ciclo da rottame. La creazione avviene nel forno elettrico ad arco (FEA) trifase rivestito di materiale refrattario. La tensione elettrica fa scoccare un arco fra i 3 elettrodi di grafite e il metallo, che fonde per irraggiamento ed effetto Joule e si porta a 1500 °C circa.
Successivamente, se l'acciaio è di massa, nello stesso FEA è insufflato ossigeno per ottenere la decarburazione e la defosforazione. Tale O provoca anche l'ossidazione di parte del Fe, che finisce nella scoria o rimane nel bagno come FeO; si aggiungono allora Si e Al, più affini per l'ossigeno rispetto al Fe, nella fase detta calmaggio (evita la rimonta di acciaio trascinato dalle bolle di CO). Mn e Ca aiutano la desolforazione.
Se invece l'acciaio è speciale, per esempio ad alto cromo (soprattutto inossidabile), il bagno è trasferito dal FEA al convertitore AOD (argon oxygen decarburation): questi gas riducono l'ossidazione del cromo. Come l'LD, pure l'AOD a volte deve essere raffreddato (reazioni esotermiche). Seguono il calmaggio e la desolforazione.
Gli impianti dotati di forno elettrico (in gergo internazionale EAF) di uso molto vasto e prevalenti a livello mondiale, dispongono di minore personale e possono essere fermati senza problemi tecnici in ogni momento per manutenzioni generali, riduzione di produzione, feste nazionali, ecc.

### Colaggio
Il colaggio in lingottiera è necessario per manufatti di notevoli dimensioni, ottenibili per fucinatura di lingotti. Se l'acciaio contiene oltre il 0,10% di C, è usata la materozza per mantenere liquida la sommità del lingotto, dove così si forma la cavità di ritiro. Se l'acciaio è extradolce (C < 0,10%), non si effettua il calmaggio e le bolle di CO compensano il ritiro: la materozza non serve.
Nel colaggio in continuo il bagno passa da un bacino in refrattario a una lingottiera, quindi a zone di raffreddamento e infine a una cesoia. Si ricavano la billetta (lato < 160 mm), il blumo (lato > 160 mm), la bramma (per lamiere o coils).
Il colaggio in forma è conveniente per pezzi complessi o in grande serie.
L'acciaio viene, in seguito alla fusione, colato (ad esempio in lingottiera o colata continua) e quindi può essere forgiato o laminato.

### Trattamenti termici
Diversi trattamenti termici e termochimici sono imposti al metallo per modificarne le caratteristiche resistive o di lavorabilità. Molti metalli hanno infatti diverse varianti allotropiche in funzione della temperatura: tra questi il ferro passa dalla struttura c.c.c del ferro α a quella c.f.c del ferro γ per poi, aumentata ulteriormente la temperatura, presentare nuovamente struttura c.c.c con il ferro δ.
La struttura cristallina di un acciaio può variare sensibilmente se, una volta scaldato al di sopra della temperatura di austenitizzazione, esso è portato, con una certa velocità di raffreddamento, ad una temperatura inferiore. A seconda delle modalità di raffreddamento, potrà formarsi perlite (l'eutettoide lamellare ferrite-cementite), bainite e martensite. È la curva di Bain a descrivere la trasformazione isoterma dell'austenite.
Le leghe metalliche ferro-carbonio, cioè gli acciai (la percentuale di C è inferiore al 2,06%) e le ghise, sono importantissime per la metallurgia, ma altrettanto lo sono i loro trattamenti termici come ricottura, normalizzazione, tempra, rinvenimento, che causano modifiche sostanziali alle loro caratteristiche meccaniche.
In particolar modo la tempra vuole ottenere, raffreddando il metallo con una velocità al di sopra di un limite critico, una particolarissima struttura cristallina nota come martensite. La tempra tradizionale, che dona al metallo una grandissima durezza e resistenza a trazione a discapito di resilienza e tenacità, determina forti tensioni tra cuore e superficie del metallo. Nella bonifica la tempra è subito seguita dal rinvenimento che modifica la martensite e riduce le tensioni.
Al contrario con il recupero che è il primo stadio della rimozione degli effetti dell'incrudimento, e si verifica all'aumentare della temperatura quando un metallo deformato a freddo viene lentamente riscaldato, vengono rilasciati gli sforzi interni ed ha luogo un riassetto delle dislocazioni in configurazioni a più bassa energia.

### Trattamenti termochimici
Sfruttando la diffusione solida, i trattamenti termochimici particolarmente usati sono la cementazione (che sfrutta il carbonio) e la nitrurazione (che sfrutta l'azoto). Entrambi hanno come obiettivo una superficie dura e un cuore tenace e lavorabile. Perché il C possa diffondersi nell'acciaio, è indispensabile trovarsi all'interno del campo γ: dopo la cementazione si ricorre ad una caratteristica doppia tempra (o in alternativa ad una tempra diretta o indiretta). La nitrurazione è più costosa, avviene a temperature più basse ma garantisce al metallo una maggiore durezza superficiale benché la diffusione dell'azoto all'interno del pezzo avvenga per uno spessore più piccolo di quello del carbonio. Un pezzo nitrurato può essere usato così come è, poiché, data la bassa temperatura, il pezzo trattato non ha subito deformazioni, quindi la nitrurazione di solito viene fatta a fine ciclo di lavorazione.

### Prodotti semilavorati

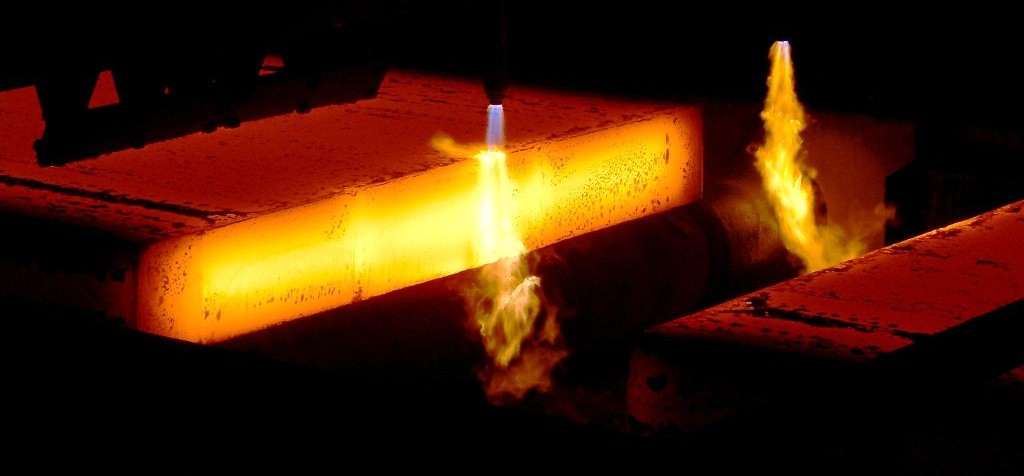
L'ossitaglio di una bramma

I prodotti semilavorati ottenuti durante l'operazione di colata si distinguono per la loro forma e le loro dimensioni. Tra questi abbiamo:
- bramme (in inglese slab): pezzi rettangolari delle dimensioni di 1,25×12×0,230 metri; vengono utilizzate per produrre fogli metallici;
- billette (in inglese billet): possono avere sezione rettangolare, esagonale o circolare; le billette di dimensioni minori vengono anche chiamate lingotti.
- blumi (in inglese bloom)

La bramma e la billetta sono dei semilavorati detti "semipiatti".

### Prodotti finiti

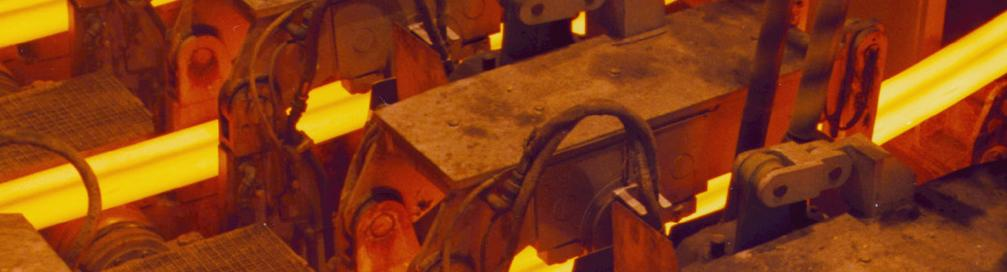
Laminatura a caldo dell'acciaio.

Tramite successive lavorazioni, questi prodotti semilavorati sono poi trasformati in prodotti finiti (tra cui travi, lamiere e tubi).

## Produzione del ferro per riduzione diretta
Il processo di produzione del ferro per riduzione diretta (DR) consente di ottenere ferro metallico (DRI) dal minerale senza fusione.
Esistono cinque processi di produzione del ferro per riduzione diretta di cui uno impiega il gas naturale e gli altri il carbone. Quello che utilizza il gas naturale è di gran lunga il più impiegato.
Il ferro prodotto è per la maggior parte usato come metallo di buona qualità nella produzione dell'acciaio con fornaci ad arco elettrico, può essere prodotto in pellets o in briquettes (hot briquetted iron, HBI).

### Riferimenti normativi
- Decreto-legge 1 aprile 1989, n. 120, in materia di "Misure di sostegno e di reindustrializzazione in attuazione del piano di risanamento della siderurgia"